# Route nationale 760
Pour les articles homonymes, voir Route 760.
La route nationale 760, ou RN 760, était une route nationale française reliant Anché à Issoudun. À la suite de la réforme de 1972, elle a été déclassée en RD 760 en Indre-et-Loire et en RD 960 dans l'Indre.

## Ancien tracé d'Anché à Issoudun (D 760 & D 960)
- Anché
- Sazilly
- L'Île-Bouchard
- Crouzilles
- Trogues
- Noyant-de-Touraine
- Sainte-Maure-de-Touraine
- Bossée
- Manthelan
- Loches
- Beaulieu-lès-Loches
- Montrésor
- Villeloin-Coulangé
- Nouans-les-Fontaines
- Luçay-le-Mâle
- Valençay
- Poulaines
- Buxeuil
- Vatan
- Issoudun